# Osmose
Osmose is een proces op basis van diffusie waarbij een vloeistof, waarin stoffen zijn opgelost, door een zogenaamd halfdoorlatend membraan (een semipermeabele, halfdoorlatende wand) stroomt, dat wel de vloeistof doorlaat maar niet de opgeloste stoffen.

## Werking
|                   | Vat A     | Vat B     |
| ----------------- | --------- | --------- |
| Osmotische waarde | 75%       | 25%       |
| Inhoud            | 1 L       | 1 L       |
| Inhoud vaste stof | 3/4 stof  | 1/4 stof  |
| Inhoud vloeistof  | 1/4 water | 3/4 water |
| Inhoud totaal     | 1 L       | 1 L       |

|                   | Vat A       | Vat B      |
| ----------------- | ----------- | ---------- |
| Osmotische waarde | < 75%       | > 25%      |
| Inhoud            | >1 L        | <1 L       |
| Inhoud vaste stof | < 3/4 stof  | > 1/4 stof |
| Inhoud vloeistof  | > 1/4 water | <3/4 water |
| Inhoud totaal     | > 1 L       | < 1 L      |

De stromingsrichting van water bij osmose is van een lage naar een hoge concentratie opgeloste stof(fen). Als het gaat om twee bakken water waarin stoffen opgelost zitten zal er water door de semipermeabele wand gaan naar de kant met de hogere concentratie van die stof, totdat de vrije-energieverdeling van het water aan beide kanten in evenwicht is. 
Als voorbeeld twee bakken met daartussen een semipermeabele wand. Aan elke kant 1 liter water, bij de ene kant is de osmotische waarde 25% en aan de andere kant 75%. In deze situatie diffundeert water in beide richtingen door de membraan, maar omdat er aan de ene zijde een hogere concentratie water is dan aan de andere zijde, zal meer water van de 25%-kant naar de 75%-kant diffunderen dan andersom. Hierdoor stijgt de hoeveelheid water aan 75%-kant en daalt de waterconcentratie aan de 25%-kant. De hoeveelheid water die nu diffundeert van 25 naar 75 neemt af en de hoeveelheid water die diffundeert van 75 naar 25 neemt toe. Hierdoor zal op den duur een evenwicht ontstaan waarin geen netto waterverplaatsing bestaat. Omdat het waterniveau aan de 75-kant stijgt en aan de 25-kant daalt zal in de evenwichtssituatie de concentratie aan beide zijden niet gelijk worden. Van dit principe wordt in combinatie met het tegenstroomprincipe gebruikgemaakt in de lus van Henle in de nieren om een zo geconcentreerd mogelijke oplossing (= urine) te krijgen.
De verhouding in het begin is in de ene bak 1/4 stof en 3/4 water (totaal 1 L) en in de ander bak 3/4 stof en 1/4 water (totaal 1 L). Door het drukverschil gaat water zich verplaatsen. Dan wordt aan de 25-kant het totaal < 1 L en in de andere kant het totaal > 1 L. Dit levert een drukverschil op waardoor de concentratie aan beide zijden niet gelijk kan worden.

## Osmotische waarde
De osmotische waarde is gelijk aan de druk die de opgeloste deeltjes zouden uitoefenen als ze zich als een gas in de lege ruimte zouden bevinden in die concentratie. Hieruit volgt dat de osmotische waarde slechts een functie is van het aantal opgeloste moleculen of ionen en niet van hun identiteit of grootte. Omdat oplossingen van veel stoffen sterk geconcentreerd kunnen zijn, kan de osmotische waarde (uitgedrukt in bar) zeer groot worden. De osmotische waarde van zeewater bijvoorbeeld is ongeveer 30 bar (30×105 Pa).

## Biologische processen
Osmose is een belangrijk proces in de levende natuur, omdat celmembranen semipermeabel zijn. Water kan wel vrij in en uit de cel vloeien, maar opgeloste zouten, proteïnen en andere stoffen, kunnen dat niet. Veel biologische processen zijn erop gericht om deze scheiding tot stand te brengen en in stand te houden. Bovendien is de stevigheid van kruidachtige planten grotendeels op osmose (en op turgordruk) gebaseerd. Als buiten de cel een lagere osmotische waarde heerst dan in de cel, gaat water de cel in. Omdat de celwand uitzetting voorkomt, verkrijgt de cel stevigheid. Daarom gaan planten hangen wanneer ze niet voldoende water krijgen.

## Omgekeerde osmose
Osmose kan ook in omgekeerde richting plaatsvinden door druk uit te oefenen op de vloeistof. Het membraan functioneert dan als een filter.